# Куцумбас, Димитрис
Димитрис Куцумбас (греч. Δημήτρης Κουτσούμπας; род. 10 августа 1955, Ламия, Греция) — генеральный секретарь ЦК Компартии Греции с 2013 года, с 19-го съезда Компартии Греции сменивший на этом посту Алеку Папаригу.
В 1996—2006 годах директор органа ЦК КПГ газеты «Ризоспастис».
Член КПГ с декабря 1974 года, член ЦК с 1987 года, член Политбюро ЦК с 1991 года.

## Биография
Родился в семье Апостолиса Куцумбаса, члена КПГ, ссылавшегося за политическую деятельность.
После окончания лицея, в июне 1973 года поступил на юридический факультет Афинского университета. Учился и одновременно работал, зарабатывая на учёбу. В Афинах наладил контакт с нелегальной организацией КМГ (Коммунистической молодёжи Греции), участвовал в восстании в Политехническом университете в ноябре 1973 года, после чего находился на нелегальном положении вплоть до падения диктатуры Чёрных полковников летом 1974 года.
Член КПГ с декабря 1974 года. По решению Центрального Совета КМГ летом 1975 года был направлен на работу в Организацию Восточной Центральной Греции и о. Эвии в качестве члена Бюро региона КМГ. Делегат 1 съезда КМГ.
С осени 1977 года на партработе, занимал должность секретаря районной организации, затем стал секретарем Организации нома Беотии. С 1979 года он являлся членом Регионального бюро Восточной Центральной Греции и о. Эвии. Выполнял различные обязанности, такие как заведующий рабочей-профсоюзной работой, руководитель организаций нома Беотии, Фтиотиды, Фокиды, Эвритании. Впоследствии стал секретарем Регионального комитета Восточной Центральной Греции и о. Эвии, исключая 21-месячный срок, когда он служил в армии в Месологги, в Комотини и на Лемносе.
На 12-м съезде КПГ в мае 1987 года Куцумбас избран членом ЦК КПГ. В период раскола 1991 года, в качестве секретаря партийной организации Восточной Центральной Греции и о. Эвии и члена ЦК боролся наряду с другими товарищами за единство партии против «раскольнической оппортунистической группы», ушедшей в Синасписмос.
На 13-м съезде вновь избран членом ЦК и членом Секретариата, ответственным за руководство партийной организацией, а в августе 1991 года, сразу же после раскола стал заведующим Пресс-бюро ЦК.
В декабре 1991 года на 14-м съезде был избран членом Политбюро ЦК, ответственным за пресс-бюро, культуру, а впоследствии за радиостанцию «902», вплоть до наводнения 1994 года, когда он стал заведующим от Политбюро за Организации Салоник, Центральной Македонии, Западной Македонии, Восточной Македонии и Фракии.
На 15-м съезде (май 1996 года) избран членом Политбюро и стал директором газеты «Ризоспастис», которым пробыл на протяжении десятилетия.
На 16-м съезде (февраль 2000 года) и на 17-м съезде (февраль 2005 года) был избран членом Политбюро и являлся заведующим Отделом международных отношений партии.
На 18-м съезде (февраль 2009 года) по предложению Политбюро был назначен главой Секретариата ЦК. На 19-м съезде (апрель 2013 года) избран Генеральным секретарём ЦК КПГ.
В СМИ отмечалось, что смена им Алеки Папариги на посту генсека ЦК КПГ являлась ожидаемой, он указывался её близким соратником и одним из лиц, входящих в центральное руководящее ядро партии.
На парламентских выборах в Греции 2000 и 2007 годов баллотировался в номе Беотия, однако избран не был.
Женат, имеет дочь.